# The Monkeywrench
The Monkeywrench ist eine 1990 gegründete Rockband aus Seattle.

## Geschichte
Monkeywrench ist ein Nebenprojekt von Mitgliedern der amerikanischen Bands Poison 13 und Mudhoney.
1990 hatten Poison 13 einige Ideen für neue Songs. Um die Musik noch vielfältiger zu machen, wandte sich der Gitarrist von Poison 13, Tim Kerr, an Mark Arm und Steve Turner (Sänger und Gitarrist der Grungeband Mudhoney), um die Songs gemeinsam aufzunehmen. Arm und Turner sagten zu und The Monkeywrench war geboren.

## Besetzung
- Mark Arm – Gesang, Keyboard, Harmonica
- Steve Turner – Bass, Gesang
- Tom Price – Gitarre
- Tim Kerr – Gitarre, Gesang
- Martin Bland – Schlagzeug, Gesang, Percussion

## Diskografie (Alben)
- 1992: Clean as a Broke-Dick Dog (Sub Pop Records)
- 2000: Electric Children (Estrus Records)
- 2008: Gabriel's Horn (Birdman-Records)
- 2017: Goes Round Comes Round (Valley King Records)

## Weitere Infos
- The Monkeywrench bei Sub Pop Records